# Comuna Kandîbîne, Nova Odesa
Kandîbîne (în ucraineană Кандибине) este o comună în raionul Nova Odesa, regiunea Mîkolaiiv, Ucraina, formată din satele Kandîbîne (reședința), Novoinhulka, Novomatviivske și Silvestrivske.

## Demografie
Componența lingvistică a comunei Kandîbîne
     Ucraineană (92,59%)
     Rusă (4,68%)
     Română (1,4%)
Conform recensământului din 2001, majoritatea populației comunei Kandîbîne era vorbitoare de ucraineană (92,59%), existând în minoritate și vorbitori de rusă (4,68%), română (1,4%) și armeană (1,26%).